# Capela de Nossa Senhora do Loreto
A Capela de Nossa Senhora do Loreto é um templo religioso católico. Está localizado na Ilha dos Frades, na cidade de Salvador, no estado brasileiro da Bahia. A igreja atual, uma reconstrução de 1876, tem origem numa pequena ermida de taipa erigida em 1645, que foi reerguida em alvenaria no ano de 1756. É um patrimônio histórico estadual, tombado pelo Instituto do Patrimônio Artístico e Cultural da Bahia (IPAC), na data de 5 de novembro de 2002, sob o processo de nº 013/1979. A capela é de propriedade privada.

## História
No ano de 1645, Francisco da Costa, proprietário da ilha na época, constrói, no local, uma capela de taipa. Em 1756, uma irmandade local refaz a capela em alvenaria, e, em 1876, o templo é reedificado pelo Tenente-coronel Fortunato Jr. da Cunha, conforme inscrição na fachada.

## Arquitetura
A capela foi construída em planta T, constituída de nave única, capela-mor, uma sacristia e consistório. Seu frontispício atual, é proveniente da reforma feita no século XVIII, com duas torres sineiras e frontão com volutas e contravolutas. E possui uma placa com referência as reformas ocorridas na capela no século XVIII e XIX.